# Torna a Surriento
Torna a Surriento (укр. Повернися до Сорренто) — неаполітанська пісня, написана 1902 року. Автори пісні — брати Ернесто де Куртіс (музика) і Джамбаттіста де Куртіс (слова). Авторські права на пісню були зареєстровані 1905 року. Пісня набула широкої популярності і виконується різними мовами.

## Походження пісні
Відомо кілька версій походження пісні. За однією з них, поява пісні пов'язана з прем'єр-міністром Італії. 14 вересня 1902 року Сорренто відвідав тодішній прем'єр-міністр Італії Джузеппе Дзанарделлі. Він зупинився в готелі, власником якого був мер міста. Мер вирішив використати сприятливу можливість, щоби домогтися відкриття поштамту в цьому невеликому місті. У готелі перебував також друг мера, художник, що на прохання мера працював над фресками й запропонував мерові скласти пісню, щоб справити враження на прем'єр-міністра. За іншою версією мер сам звернувся до відомого художника й поета Джамбаттісти де Куртіса з проханням написати пісню. Начебто тут же було написано текст, після чого Джамбаттіста звернувся до свого брата Ернесто з проханням добрати відповідну мелодію. Музика була складена, й музиканти-любителі вивчили пісню того ж вечора. Коли наступного дня прем'єр-міністр їхав на вокзал, його супроводжувала ця пісня у виконанні місцевих музикантів. Прохання мера було виконане.
Насправді, як свідчать сімейні документи, мелодія була складена значно раніше, і Джамбаттіста тільки написав до приїзду прем'єр-міністра новий текст. Після певних змін у тексті пісню виконала Марія Капп'єлла на музичному фестивалі в П'єдігротта, передмісті Неаполя, 1905 року, після чого популярність пісні різко зросла. Того ж року неаполітанське музичне видавництво Бідері видало ноти. «Torna a Surriento», ставши одною з найбільш уславлених неаполітанських пісень, набула популярності в багатьох країнах і була перекладена багатьма мовами.
Пісню виконували Беньяміно Джильї, Джузеппе ді Стефано, Маріо Ланца, Маріо дель Монако, Франко Кореллі, Лучано Паваротті, Хосе Каррерас, Пласідо Домінго, Робертіно Лоретті, Муслім Магомаєв, Андреа Бочеллі і багато інших.
В СРСР відомим було виконання Анни Герман англійською і польською мовами. В Україні пісня була відома у виконанні Анатолія Солов'яненка.

## Версія Елвіса Преслі
З назвою «Surrender» Елвіс Преслі записав свою, англомовну версію пісні 30 жовтня 1960 року. Сингл вийшов 7 лютого 1961 року й посів 1-е місце в хітпарадах США й Великої Британії. Окрім «Повернися до Сорренто» Преслі на початку 1960-х рр. записав ще декілька неаполітанських пісень («'O Sole Mio» і «Santa Lucia»).

## Текст пісні
Оригінальний текст на неаполітанському діалекті
I
Vide ‘o mare quant’è bello,
Spira tantu sentimento,
Comme tu a chi tiene mente,
Ca scetato ‘o faie sunnà.
Guarda, gua’, chistu ciardino;
Siente, sie’ sti sciure arance:
Nu profumo accussi fino
Dinto ‘o core se ne va…
E tu dice: «I’ parto, addio!»
T’alluntane da stu core…
Da sta terra de l’ammore…
Tiene ‘o core ‘e nun turnà?
Ma nun me lassà,
Nun darme stu turmiento!
Torna a Surriento,
Famme campà!
II
Vide ‘o mare de Surriento,
Che tesoro tene nfunno:
Chi ha girato tutto ‘o munno
Nun l’ha visto comm’a ccà.
Guarda attuorno sti Sserene,
Ca te guardano ‘ncantate,
E te vonno tantu bene…
Te vulessero vasà.
E tu dice: «I’ parto, addio!»
T’alluntane da stu core
Da sta terra de l’ammore
Tiene ‘o core ‘e nun turnà?
Ma nun me lassà,
Nun darme stu turmiento!
Torna a Surriento,
Famme campà!

## Виноски
1. ↑  Ю. Н. Волков. Песни, опера, певцы Италии. — М.: Искусство, 1967 (також онлайн [Архівовано 4 листопада 2013 у Wayback Machine.])(рос.)
2. ↑  Das bekannteste Lied über die Stadt [Архівовано 5 листопада 2013 у Wayback Machine.](нім.)
3. ↑  «Torna a Surriento» all’inaugurazione della mostra su Giuseppe Zanardelli // Circolo Culturale Ghislandi, Pubblicato il 9 Ottobre 2010 [Архівовано 6 листопада 2013 у Wayback Machine.] (італ.)